# Швейцария на летних Олимпийских играх 1952
Швейцария принимала участие в Летних Олимпийских играх 1952 года в Хельсинки (Финляндия) в двенадцатый раз за свою историю, и завоевала шесть бронзовых, две золотые и шесть серебряных медалей. Сборная страны состояла из 157 спортсменов (148 мужчин, 9 женщин).

## Медалисты
| Медаль  | Спортсмен | Вид спорта            | Дисциплина                                          |
| ------- | --- | --------------------- | --------------------------------------------------- |
| Золото  | Ханс Ойгстер | Спортивная гимнастика | Мужчины, брусья                                     |
| Золото  | Жак Гюнтард | Спортивная гимнастика | Мужчины, перекладина                                |
| Серебро | Ханс Ойгстер Эрнст Фивиан Эрнст Гебендингер Жак Гюнтард Ханс Шварцентрубер Йозеф Штальдер Мельхиор Тальман Жан Луи Чабольд | Спортивная гимнастика | Мужчины, командное первенство                       |
| Серебро | Йозеф Штальдер | Спортивная гимнастика | Мужчины, перекладина                                |
| Серебро | Фриц Шваб | Лёгкая атлетика       | Мужчины, ходьба 10 км                               |
| Серебро | Готтфрид Трахзель Анри Шаммартен Густав Фишер                                                                              | Конный спорт          | Выездка, командное первенство                       |
| Серебро | Рико Бьянки Карл Вайдман Хайнрих Шеллер Эмиль Эсс Вальтер Лайзер                                                           | Академическая гребля  | Мужчины, четвёрки распашные с рулевым               |
| Серебро | Роберт Бюрхлер | Стрельба              | Мужчины, произвольная винтовка с 3-х позиций, 300 м |
| Бронза  | Йозеф Штальдер | Спортивная гимнастика | Мужчины, абсолютное первенство                      |
| Бронза  | Ханс Ойгстер | Спортивная гимнастика | Мужчины, кольца                                     |
| Бронза  | Йозеф Штальдер | Спортивная гимнастика | Мужчины, брусья                                     |
| Бронза  | Курт Шмид Ханс Кальт | Академическая гребля  | Мужчины, двойки распашные без рулевого              |
| Бронза  | Освальд Цапелли | Фехтование            | Мужчины, шпага, личное первенство                   |
| Бронза  | Отто Рюфенахт Пауль Майстер Освальд Цапелли Пауль Барт Вилли Фиттинг Марио Валота                                          | Фехтование            | Мужчины, шпага, командное первенство                |

## Результаты соревнований

### Академическая гребля
Соревнования в академической гребле на Играх 1952 года проходили с 20 по 23 июля. В следующий раунд из каждого заезда проходили несколько лучших экипажей (в зависимости от дисциплины). Впервые с 1928 года для проигравших в полуфинале спортсменов был введён ещё один отборочный заезд. В финал A выходили 5 сильнейших экипажей.
Мужчины
| Соревнование | Спортсмены           | Предварительный заезд | Предварительный заезд | Предварительный заезд | 1-й отборочный заезд | 1-й отборочный заезд | 1-й отборочный заезд | Полуфинал | Полуфинал | Полуфинал | 2-й отборочный заезд | 2-й отборочный заезд | 2-й отборочный заезд | Финал                | Финал                |
| Соревнование | Спортсмены           | Заезд                 | Время                 | Место                 | Заезд                | Время                | Место                | Заезд     | Время     | Место     | Заезд                | Время                | Место                | Время                | Место                |
| ------------ | -------------------- | --------------------- | --------------------- | --------------------- | -------------------- | -------------------- | -------------------- | --------- | --------- | --------- | -------------------- | -------------------- | -------------------- | -------------------- | -------------------- |
| одиночки     | Пауль Мейер          | 2                     | 7:44,5                | 2 Q                   | не участвовал        | не участвовал        | не участвовал        | 2         | 8:07,1    | 4         | 1                    | 7:48,3               | 2                    | завершил выступление | завершил выступление |
| двойки       | Курт Шмид Ханс Кальт | 1                     | 7:46,0                | 1 Q                   | не участвовали       | не участвовали       | не участвовали       | 1         | 7:37,7    | 1 Q       | не участвовали       | не участвовали       | не участвовали       | 8:32,7               | 3                    |